# Jonathan Robertson
Jonathan Robertson (Amsterdam, 29 mei 1991) is een Nederlands voetballer die uitkwam voor de eerstedivisieclubs Almere City FC en FC Oss. Anno 2013 speelt hij voor VV Ter Leede.